# Nilai
Nilai is een stad en gemeente in de Maleisische deelstaat Negeri Sembilan.
De gemeente telt 201.000 inwoners.